# PlayStation Home
PlayStation Home (nazywane potocznie jako Home) – usługa internetowa dostępna poprzez PlayStation Network i rozwijana od 2005 roku. Home pozwala użytkownikowi na stworzenie dla swojej konsoli Sony PlayStation 3 awatara, który porusza się po wirtualnym świecie i który ma możliwość komunikowania się z awatarami innych graczy. Planowana data premiery usługi była przedstawiana jako wrzesień-październik 2007 roku, jednak otwarta wersja beta miała swoją premierę dopiero 11 grudnia 2008 roku.
Ostatnia wersja PlayStation Home to 1.87.
Usługa przestała być aktualizowana w dniu 12 listopada 2014 roku, zaś jej całkowite wyłączenie nastąpiło w dniu 31 marca 2015 roku. Sony tłumaczy decyzję niską popularnością usługi.